# Menhir de Fohet

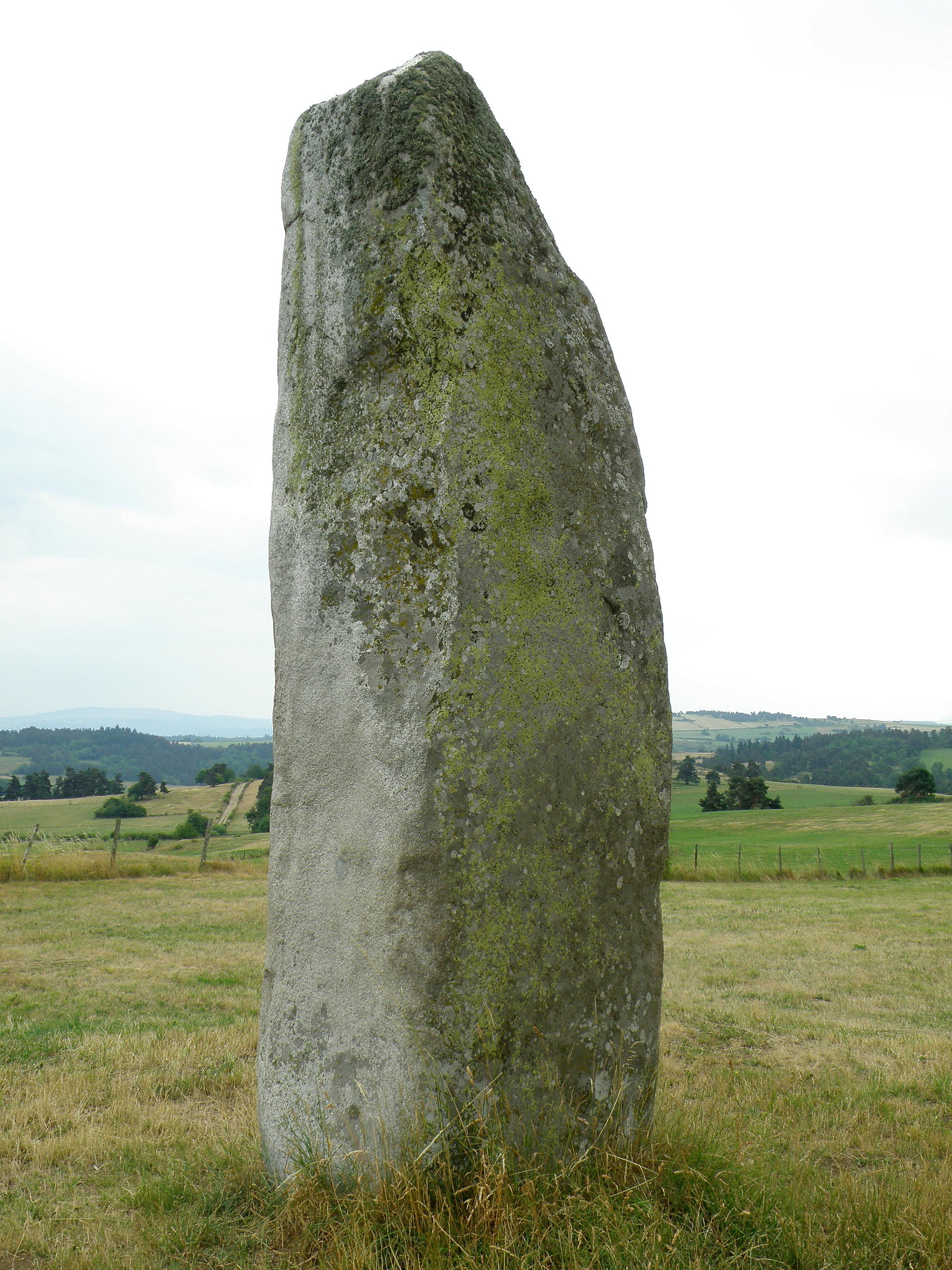
Pierre Longue von Fohet

Der Menhir de Fohet (auch Pierre Longue/Pierrelongue oder Menhir d’Aydat genannt) steht nahe der D 788 nordwestlich des Dorfes Fohet, bei Aydat im Département Puy-de-Dôme in Frankreich.
Er ist 4,75 Meter hoch, etwa 15 Tonnen schwer und gehört neben dem Pierre du Tombeau von Davayat zu den größten Menhiren der Auvergne.
Historisch wurde der Stein bei Bestattungen benutzt. Die Träger stellten den Sarg auf den Menhir, und der Priester der Pfarrei von Saint-Julien-sur-Aydat rezitierte die liturgischen Gebete, bevor der Tote in die Kirche von Saint Julien gebracht wurde.

## Umgebung
Südwestlich von Clermont-Ferrand liegen/stehen zwischen 20 und 30 Menhire und Dolmen, darunter die Dolmen de la Pineyre, de la Grotte, Saillant, Saint-Nectaire-le-Bas und das L’Usteau du Loup (deutsch „Haus des Wolfs“) in Saint-Gervazy.